# 팔해탈
8해탈(八解脫, 산스크리트어: aṣṭau vimokṣāḥ, aṣṭā-vimokṣa, mukti-mārgâṣṭaka, 팔리어: aṭṭha vimokkhā, 영어: eight kinds of liberation)은 8가지 선정의 힘을 의지하여 색(色, 물질)과 무색(無色, 마음과 마음작용)에 대한 탐욕, 한계 또는 속박을 버리는 것, 즉, 색과 무색에 대한 탐욕, 한계 또는 속박으로부터 해탈하는 것을 뜻한다.
8배사(八背捨, 8가지 등지고 버리는 일), 8유무(八惟無, 8가지 꼭 [해야 할] 없애는 일), 8유무(八惟務, 8가지 꼭 해야 할 일)라고도 한다.
8해탈의 목록은 다음과 같다.
1. 내유색상관외색해탈(內有色想觀外色解脫)
2. 내무색상관외색해탈(內無色想觀外色解脫)
3. 정해탈신작증구족주(淨解脫身作證具足住)
4. 공무변처해탈(空無邊處解脫)
5. 식무변처해탈(識無邊處解脫)
6. 무소유처해탈(無所有處解脫)
7. 비상비비상처해탈(非想非非想處解脫)
8. 멸수상정해탈(滅受想定解脫)

8해탈은 유루의 해탈로서, 처음의 3가지는 유루의 색계 선정인 4선에 해당하고, 다음 4가지는 유루의 무색계 선정인 4무색정에 해당하여, 마지막 1가지는 유루의 가장 뛰어난 선정인 멸진정에 해당한다. 즉, 8해탈은 유루의 선정인 4선 · 4무색정 · 멸진정을 통칭하는 낱말인 9차제정(九次第定)과 사실상 동의어라고 할 수 있다. 엄밀히 말하자면, 8해탈과 9차제정의 차이는 9차제정이 선정 그 자체라면 8해탈은 선정을 통해 벗어나는 것, 즉, 선정의 선한 작용이다.
한편, 8해탈의 첫 번째와 두 번째 해탈이 각각 둘로 세분되고 세 번째 해탈이 넷으로 세분되어, 처음의 3가지 해탈이 총 8가지로 나뉘는 것이 8승처(八勝處)이다.

## 8해탈

### (1) 내유색상관외색해탈
내유색상관외색해탈(內有色想觀外色解脫)은 4선 중 초선(初禪)과 제2선(第二禪)에 의지하여 부정관(不淨觀)을 수행하여 현색탐(顯色貪)을 대치하는 것으로, 바깥 대상의 색깔에 대하여 퍼렇게 어혈든[靑瘀] 색깔 등을 관하는 부정관을 닦아 마음 속에 있는 빛깔에 대한 탐욕[顯色貪]을 버리는 것을 뜻한다. 탐욕을 떠난 것이므로 해탈이라 이름한다.

### (2) 내무색상관외색해탈
내무색상관외색해탈(內無色想觀外色解脫)은 4선 중 초선(初禪)과 제2선(第二禪)에 의지하여 부정관(不淨觀)을 수행하여 현색탐(顯色貪)을 대치하는 것으로, 마음 속에 있는 색깔에 대한 탐욕은 이미 없어졌지만 이 상태를 더욱 견고히 유지하기 위해 바깥 대상의 빛깔에 대하여 퍼렇게 어혈든[靑瘀] 빛 등을 관하는 부정관을 계속 닦는 것을 말한다. 탐욕를 다시 일으키지 않게 하는 것이므로 해탈이라 이름한다.

### (3) 정해탈신작증구족주
정해탈신작증구족주(淨解脫身作證具足住)는 4선 중 제4선(第四禪)에 의지하여 정관(淨觀)을 수행하여 탐욕을 일으키지 않는 상태를 체득하는 것으로, 부정관(不淨觀)을 버리고 바깥 대상의 색깔에 대하여 청정한 방면 즉 아름다운 색깔을 주시하여도 탐욕이 일어나지 않고 그 상태를 '몸으로 완전히 체득하여 안주하는 것'[身作證具足住]을 말한다. 탐욕를 일으키지 않게 하는 것이므로 해탈이라 이름한다.

### (4) 공무변처해탈
공무변처해탈(空無邊處解脫)은 4무색정 중 공무변처정에 의지하여 물질[色] 즉 색깔과 모양에 대한 생각을 완전히 버리는 것을 말한다. 물질[色]의 속박, 즉, 물질에 대한 마음의 한계를 벗어나는 것이므로 해탈이라 이름한다.

### (5) 식무변처해탈
식무변처해탈(識無邊處解脫)은 4무색정 중 식무변처정에 의지하여 허공(공간)에 대한 생각을 완전히 버리는 것을 말한다. 허공의 속박, 즉, 허공에 대한 마음의 한계를 벗어나는 것이므로 해탈이라 이름한다.

### (6) 무소유처해탈
무소유처해탈(無所有處解脫)은 4무색정 중 무소유처정에 의지하여 마음[識]에 대한 생각을 완전히 버리는 것을 말한다. 마음[識]의 속박, 즉, 마음에 대한 마음의 한계를 벗어나는 것이므로 해탈이라 이름한다.

### (7) 비상비비상처해탈
비상비비상처해탈(非想非非想處解脫)은 4무색정 중 비상비비상처정에 의지하여, '마음[識]에 대한 생각을 완전히 버린 상태' 즉 무소유심(無所有心)을 다시 완전히 버리는 것을 말한다. 있음과 없음에 대한 마음의 한계를 벗어나는 것이므로 해탈이라 이름한다.

### (8) 멸수상정해탈
멸수상정해탈(滅受想定解脫)은 멸진정(滅盡定)에 의지하여 '일체의 마음[心]과 마음작용[心所]'이 소멸된 적정(寂靜)의 상태에 들어가는 것을 말한다. 마음과 수(受) · 상(想) 등의 마음작용의 한계 또는 시끄러움을 벗어난 고요한 상태이므로 해탈이라 이름한다. '일체의 마음과 마음작용'이란 부파불교의 교학에 따르면 6식과 6식과 상응하는 모든 마음작용을 뜻한다. 대승불교의 교학에 따르면 6식 모두와 제7 말나식의 염오한 부분 및 이 마음들과 상응하는 모든 마음작용을 뜻한다.

## 같이 보기
- 신증(身證)
- 혜해탈(慧解脫)
- 구해탈(俱解脫)
- 9차제정(九次第定)